# Kahakuhaʻakoi Wahinepio
Kahakuhaʻakoi Wahinepio [Kahakuhaakoi Vahinepio] (umrla 1826.) bila je havajska kraljica, supruga kralja Kamehamehe I. Znana je i kao Kamoonohu. Imala je još muževa osim Kamehamehe.

## Biografija
Rođena je na otoku Mauiju. Jedan izvor navodi da je rođena oko 1796.
Roditelji su joj bili Kekuamanoha i njegova nećakinja Kamakahukilani. Bila je sestra Kalanimokua, Bokija i Manono II.
Odrastala je na dvoru kralja Kahekilija II. Bila je sestrična kraljice Keopuolani.
Udala se za kralja Kamehamehu, s kojim nije imala djece.
Nakon Kamehamehe se udala za Kalaimamahua. Njihov brak nije dugo trajao. Preudala se za Kahaanokua Kinaua. Njihova kćer je bila kraljica Kekauōnohi.
Zadnji joj je brak bio s Kaukunom Kahekilijem.

## Religija
Vahinepio je prije preobraćenja na kršćanstvo vjerovala u mnogo bogova i božica. 
Nakon smrti kraljice Keopuolani, Vahinepio se, kao i mnogi drugi, vratila starim vjerovanjima.